# Atelopus pyrodactylus
Espèce
Statut de conservation UICN

 CR A2ac : 
En danger critique
Atelopus pyrodactylus est une espèce d'amphibiens de la famille des Bufonidae.

## Répartition
Cette espèce est endémique de la province de Mariscal Cáceres dans la région de San Martín au Pérou. Elle se rencontre à environ 2 860 m d'altitude dans la partie Nord du bassin du Río Huallaga sur le versant oriental de la cordillère Centrale.

## Description
Le mâle mesure 38,0 mm

## Publication originale
- Venegas & Barrio, 2006 "2005" : A new species of harlequin frog (Anura: Bufonidae: Atelopus) from the northern Cordillera Central, Peru. Revista española de herpetología, vol. 19, p. 103–112 (texte intégral).